# (5800) Pollock
(5800) Pollock est un astéroïde de la ceinture principale.

## Description
(5800) Pollock est un astéroïde de la ceinture principale. Il fut découvert le 16 octobre 1982 à l'Observatoire Kleť par Antonín Mrkos. Il présente une orbite caractérisée par un demi-grand axe de 3,10 UA, une excentricité de 0,17 et une inclinaison de 3,0° par rapport à l'écliptique.

## Étymologie
Cet astéroïde est nommé en l'honneur du peintre Jackson Pollock.

## Compléments